# Plagithmysus pulvillatus
Plagithmysus pulvillatus är en skalbaggsart som beskrevs av Karsch 1881. Plagithmysus pulvillatus ingår i släktet Plagithmysus och familjen långhorningar. Inga underarter finns listade i Catalogue of Life.